# Факел (женский волейбольный клуб)
«Фа́кел» — российская женская волейбольная команда из Нового Уренгоя (Ямало-Ненецкий автономный округ).

## Достижения
- Бронзовый призёр чемпионата России 1999.
- Бронзовый призёр розыгрыша Кубка России 1997.
- Обладатель Кубка Сибири и Дальнего Востока — 1995, 1997, 1999.
- Победитель первенства России среди команд высшей лиги «А» 2008.
- Участник Кубка Европейской конфедерации волейбола — 2000.

## История

### 1992—2008
В 1992 году на базе ПО «Уренгойгазпром» была образована женская волейбольная команда «Факел». Главным тренером с момента основания и до 2004 года работал Валентин Абрамов. В сезоне 1992/93 команда дебютировала в 1-й лиге первенства России (6 место).
В сезоне 1993/94 «Факел» выступал в высшей лиге «Б» российского женского волейбольного чемпионата и занял 10-е место. В следующем первенстве новоуренгойские волейболистки играли в высшей лиге «Б» российского первенства, где стали лишь 13-ми (третьими с конца). Последующие три сезона «Факел» выступал в высшей лиге (втором по статусу дивизионе женского волейбольного первенства). В 1998 году команда заняла в ней 2-е место и получила путёвку в суперлигу.
Дебютный сезон в суперлиге (1998/99) для «Факела» сложился очень удачно. Волейболистки из Нового Уренгоя с ходу стали бронзовыми призёрами чемпионата России, уступив лишь двум «Уралочкам» и вытеснив с пьедестала почёта ЦСКА.
В сезоне 1999/2000 «Факел» дебютировал в розыгрыше Кубка ЕКВ, где дошёл до 1/4-финала, уступив на этой стадии именитой турецкой команде «Вакыфбанк Гюнеш». А вот в чемпионате России «Факел» ожидал настоящий провал — предпоследнее 11 место и вылет из суперлиги. Разлад в команде, отставка главного тренера, кадровая чехарда привели к 10 поражениям подряд на старте первенства от которых команда уже оправиться не смогла.
Расставание в суперлигой длилось недолго. Заняв в 2001 в высшей лиге 2-е место, «Факел» вновь вернул себе прописку в главном женском волейбольном дивизионе. Лучшим результатом за 5 последующих сезонов выступления в суперлиге для команды из Нового Уренгоя стало 5-е место в сезоне 2002/03 под руководством опытнейшего тренера Михаила Омельченко (в 2003 возглавил подмосковное «Динамо»). Но в последующих первенствах команда не блистала, заняв последовательно 8, 7 и 11 места в 2004—2006 годах. Предпоследняя позиция «Факела» в сезоне 2005/06 означала расставание с суперлигой, хотя укомплектована команда была не хуже большинства других коллективов. Но сложившаяся конфликтная ситуация во взаимоотношениях главного тренера Николая Сорогина с большинством ведущих игроков привела к плачевному результату.
В качестве одной из причин падения результатов женской команды «Факел» следует отметить тот факт, что в связи с успешным выступлением в последние годы мужской команды того же клуба (образована в 1996) основное внимание учредителей и спонсоров переключилась именно на неё.
Сезоны 2006/07 и 2007/08 «Факел» провёл в высшей лиге «А». В 2007 команда стала 3-й, а в 2008 году — 1-й, вернув себе место в суперлиге отечественного женского волейбола.

### 2008—2009
В межсезонье состав «Факела» кардинально изменился. Пришли в команду американки Ричардс (из «Университета-Белогорье») и Джойнс (из японской «Тойоты»), многоопытная Морозова (из «Университета-Белогорье»), Ефимова (из челябинского «Автодора-Метара»), Маркова (из московского «Динамо»), Иванова и Дарья Писаренко (из «Тулицы»), Чачина (из московского «Луча»). 5 волейболисток покинули команду. На посту главного тренера Игоря Гайдабуру сменил Сергей Овчинников (ранее возглавлял фарм-команду московского «Динамо»).
В чемпионате России команда выступила неудачно, заняв 11-е (предпоследнее) место и выбыв в высшую лигу «А».

### 2009—2010
В новом сезоне команда обновилась почти наполовину. Под руководством главного тренера Елены Целищевой «Факел» в высшей лиге «А» занял итоговое 2-е место и вернул себе прописку в суперлиге.

### 2010—2011
Вновь стартовав в суперлиге, «Факел» на протяжении всего предварительного этапа первенства пытался пробиться в плей-офф, но сделать этого команде не удалось. Место в восьмёрке лучших новоуренгойские волейболистки уступили «Протону» лишь по дополнительным показателям. Итоговый результат в чемпионате — 9-е место.

### 2011—2012
Перед началом сезона команда отметилась громкими приобретениями в лице двух волейболисток сборной Италии — А.Дель Коре и Джоли, а также переходом в «Факел» А.Кодировой и Н.Рогачёвой (обе — из краснодарского «Динамо»). Обновлена и линия связующих в лице перешедших в команду А.Парегиной (из «Омички») и Е.Масловой (из «Самородка»).
На предварительном этапе чемпионата «Факел» стал седьмым, а в турнире за 5-8 места замкнул турнирную таблицу. По ходу первенства команду вынуждена была покинуть её главный тренер Елена Целищева, не нашедшая общего языка с именитыми итальянскими волейболистками.

### 2012—2013
В межсезонье состав «Факела» пополнили Н.Алимова (из «Заречье-Одинцово»), К.Кнауб (Пешкина), А.Лебедева (обе из «Автодора-Метара»), Т.Холина (из «Протона»), Д.Талышева (из краснодарского «Динамо») и две бразильянки — Фофинья и Жосинья. Покинули клуб А.Кодирова, Ю.Кутюкова, А.Дель Коре, С.Джоли, А.Каргопольцева, М.Самойлова, И.Бильмаер.
Елена Целищева, вновь работавшая с командой в качестве главного тренера с лета 2012 года, в начале февраля 2013 года была отправлена в отставку. Новым главным тренером стал олимпийский чемпион 1980 года 54-летний Юрий Панченко.
«Факел» вышел в плей-офф чемпионата России с 7-го места после предварительного этапа. В четвертьфинале новоуренгойские волейболистки сумели навязать борьбу московскому «Динамо», проиграв в обоих матчах со счётом 2:3 и 1:3. Обе игры по взаимной договорённости прошли в Москве.

### 2013—2014
В межсезонье новичками «Факела» стали перешедшие из московского «Динамо» М.Жадан и Е.Ежова, бывшие волейболистки подмосковного «Заречья-Одинцово» Д.Исаева и Е.Любушкина (Богачёва), а также К.Бондарь («Тюмень-ТюмГУ») и С.Филипова («Уралочка-НТМК»).
На предварительной стадии первенства страны «Факел» стал 8-м, а в плей-офф в двух матчах уступил команде «Динамо-Казань».

### Роспуск команды
После окончания сезона 2013/14 было объявлено о роспуске женской команды «Факел».

## Арена
Домашние матчи «Факел» проводил в спортивном центре «Газодобытчик». Вместимость 1000 зрителей. Адрес в Новом Уренгое: Ленинградский проспект, 8-г.